# Ludwig Gottfried Neumann
Ludwig Gottfried Neumann (* 24. Juni 1813 in Graz; † 8. Juli 1865 in Mödling) war ein österreichischer Schriftsteller und Verwaltungsbeamter.

## Leben
Neumann war Sohn des Naturforschers und Dichters Johann Philipp Neumann. Er erhielt seine Ausbildung in Wien. Dort studierte er an der Universität Wien die philosophischen Kurse und schlug dann eine Beamtenlaufbahn ein. Zunächst war er im Dienst der Wiener Polizeidirektion. Später wechselte er in die Registratur der k. k. vereinten Hofkanzlei, bevor er eine Stelle als Offizial beim k. k. Ministerium für Kultus und Unterricht erhielt.
Neumann widmete sich neben seiner Arbeit als Beamter einerseits der schriftstellerischen Arbeit, andererseits erteilte er Privatunterricht. Dafür hatte er den Kurs für Lehramtskandidaten an der Wiener Normalschule bei St. Anna und später den Kurs für den Taubstummenunterricht am Wiener Taubstummenerziehungsinstitut.

## Werke (Auswahl)
- Gedichte, Haas, Wien 1846
- Neuere Gedichte Gerold, Wien 1850.
- Kinderlieder, 2 Bände Pichler, Wien 1855.
- Der Organismus der Hilfsämter, Tendler, Wien 1855.
- Kurze Anleitung zur Bibliothekskunde, Dorfmeister 1856.
- Trinklieder eines Wiener Poeten, Pichler, Wien 1858.
- Der Fink. Eine Erzählung, Pichler, Wien 1860.